# 王雄 (西魏・北周)
王 雄（おう ゆう、507年 - 564年）は、中国の西魏から北周にかけての軍人。字は胡布頭。本貫は太原郡。太原の王氏という漢人の名門を称しているが、字は胡布頭といい、漢人らしくない名を持っており（漢人の字は二字が普通）、太原王氏を仮託しているとみられる。

## 経歴
王崙の子として生まれた。530年、賀抜岳に従って関中に入り、征西将軍・金紫光禄大夫に任じられた。534年、孝武帝が関中に入ると、王雄は都督となり、臨貞県伯に封ぜられた。535年、爵位は公に進んだ。武衛将軍となり、驃騎将軍を加えられ、大都督に進んだ。まもなく儀同三司の位を受けた。開府儀同三司に転じ、侍中を加えられ、岐州刺史として出向した。武威郡公に進み、大将軍となり、行同州事をつとめた。551年、王雄は軍を率いて子午谷に出て、南朝梁の上津・魏興を包囲した。552年、これを落とし、その地に東梁州を置いた。まもなく東梁州が再び叛くと、王雄はまたこれを討った。554年、可頻氏の姓を賜った。557年、北周の孝閔帝が即位すると、少傅に任じられ、柱国大将軍に進んだ。559年、庸国公に進み、万戸の邑の封を受けた。まもなく都督涇州諸軍事・涇州刺史として出向した。
564年、晋公宇文護の下で北斉を攻撃した。王雄は病身をおして進軍し、邙山にいたり、北斉の将の斛律光と戦った。王雄は馬を駆って、3人を殺し、斛律光を退却させた。王雄はこれを追撃したところ、斛律光は兵を左右に分散させて、矢を射かけ、斛律光の放った矢が王雄の額にあたった。王雄は馬を抱えて退却し、陣営内で死去した。使持節・太保・同華等二十州諸軍事・同州刺史の位を追贈された。諡は忠といった。子の王謙が後を嗣いだ。

## 伝記資料
- 『周書』巻19 列伝第11
- 『北史』巻60 列伝第48